# 흑산초등학교 흑산북분교
흑산초등학교 흑산북분교는 대한민국 전라남도 신안군에 있는 공립 초등학교이다.

## 학교 연혁
- 1946년 12월 3일: 흑산북국민학교 설립 인가
- 1947년 3월 5일: 흑산북국민학교 개교
- 1967년 4월 1일: 도서벽지학교 '갑'급 지정
- 1975년 8월 1일: 도서벽지학교 '갑'급 재지정
- 1979년 2월 1일: 도서벽지학교 '특'급 조정
- 1982년 3월 1일: 도서벽지학교 '갑'급 조정
- 1986년 1월 1일: 도서벽지학교 '가'급 조정
- 1991년 3월 1일: 흑산국민학교 흑산북분교장 격하 편입
- 1996년 3월 1일: 흑산초등학교 흑산북분교 개칭
- 2022년 3월 1일: 흑산초등학교 흑산북분교장 휴교

## 참고 자료
- 흑산초등학교흑산북분교장 - 한국교육학술정보원 학교알리미